# Testo unico delle imposte sui redditi
Il Testo unico delle imposte sui redditi (abbreviato TUIR) è una legge della Repubblica Italiana in materia di fisco introdotto nell'ordinamento col D.P.R. n. 917 del 22 dicembre 1986.

## Struttura
Il testo unico si articola in quattro titoli e 191 articoli:
- Titolo I - Imposta sul reddito delle persone fisiche (artt. 1-71)

Capo I - Disposizioni generali

Capo II - Redditi fondiari

Capo III - Redditi di capitale

Capo IV - Redditi di lavoro dipendente

Capo V - Redditi di lavoro autonomo

Capo VI - Redditi di impresa

Capo VII - Redditi diversi

- Titolo II - Imposta sul reddito delle società (artt. 72-161)

Capo I - Soggetti passivi e disposizioni generali

Capo II - Determinazione della base imponibile delle società e degli enti commerciali residenti

Capo III - Enti non commerciali residenti

Capo IV - Società ed enti commerciali non residenti

Capo V - Enti non commerciali non residenti

Capo VI - Determinazione della base imponibile per alcune imprese marittime

- Titolo III - Disposizioni comuni (artt. 162-184)

Capo I - Disposizioni generali

Capo II - Disposizioni relative ai redditi prodotti all'estero ed ai rapporti internazionali

Capo III - Operazioni straordinarie

Capo IV - Operazioni straordinarie fra soggetti residenti in stati membri diversi dell'unione europea

Capo V - Liquidazione volontaria e procedure concorsuali

- Titolo IV - Disposizioni varie, transitorie e finali (artt. 185-191)

## Contenuto
Nella prima parte il legislatore individua il presupposto, i soggetti passivi, la base imponibile e il metodo di calcolo dell'IRPEF, i redditi da capitale, nella seconda si tratta la disciplina dell'imposta sul reddito delle società (IRES); e nella terza si tratta delle disposizioni comuni.
In particolare a seguito della riforma attuata col d.lgs. 12 dicembre 2003 n. 344 ("Riforma dell'imposizione sul reddito delle società, a norma dell'articolo 4 della legge 7 aprile 2003, n. 80"), è stato novato il titolo II del TUIR riguardante l'imposta sul reddito delle persone giuridiche (cosiddetta IRPEG) con l'introduzione dell'imposta sul reddito delle società (cosiddetta IRES).